# Målilla Dartklubb
Målilla Dartklubb är en förening i Målilla. Föreningen tillhör Götalands Dartförbund och har medlemmar från en stor del av södra Sverige. Klubben har haft stora framgångar i den högsta serien där man bland annat vann grundserien 2013/14. Man har också ett stort antal individuella guld i SM. År 2020/21 spelar klubben i både elitserien samt superettan, men man har också ett lag i dam-elit efter avancemang under säsongen 2019/20.

## Lag 2020/2021
| Elitserien         |         |         |           |
| Andreas Harrysson  | Sverige | Höger   | Målilla   |
| Olli Lehktikangas  | Sverige | Höger   | Stockholm |
| Björn Isacsson     | Sverige | Höger   | Kalmar    |
| Lars-Åke Karlsson  | Sverige | Höger   | Vimmerby  |
| Superettan         |         |         |           |
| Hampus Norrström   | Sverige | Höger   | Västervik |
| Göran Eriksson     | Sverige | Vänster | Vetlanda  |
| Per Knutsson       | Sverige | Höger   | Målilla   |
| Christian Blychert | Sverige | Höger   | Jönköping |